# Jean Pierre Adrien François
Jean Pierre Adrien François (Den Haag, 5 juli 1889 – aldaar, 7 oktober 1978) was een Nederlands jurist. Hij was buitengewoon hoogleraar aan de Nederlandsche Handels-Hoogeschool en administrateur aan het Ministerie van Buitenlandse Zaken.

## Biografie
Jean Pierre Adrien François werd geboren op 5 juli 1889 in Den Haag als zoon van Joseph François en Willemina Catrina van Hoogstraten. Hij genoot in zijn geboortestad een opleiding aan de Hogereburgerschool. Vervolgens begon hij aan een studie aan de Technische Hogeschool Delft waar hij twee jaar op toelegde, maar na het afleggen van het staatsexamen maakte hij de overstap naar de Universiteit Leiden waar hij met een studie rechten begon. In 1914 promoveerde hij aldaar in de rechten op stellingen. Vervolgens nam hij deel aan privatissimum gegeven door Hugo Krabbe. Daarvoor schreef hij een verhandeling over het onderwerp "Leekenrechtspraak". Tevens bestudeerde hij het volkenrecht. Dit gebeurde onder leiding van Willem Jan Mari van Eysinga. Hij promoveerde in 1919 een tweede maal. Ditmaal in de staatswetenschappen op het proefschrift Duikboot en volkenrecht. Met dit proefschrift probeerde hij een oplossing te vinden voor het niet voldoende doeltreffend zijn van het zeeoorlogsrecht gedurende de Eerste Wereldoorlog. Dit deed hij door regels af te leiden aan de hand van een historische grondslag. Deze regels hadden betrekking op de toentertijd nieuwe wapens die grootschalig ingezet werden tijdens de Eerste Wereldoorlog zoals de duikboot. In 1920 werd bij benoemd tot buitengewoon hoogleraar volkenrecht en consulaire recht aan de Handels-Hoogeschool in Rotterdam (nu Erasmus Universiteit Rotterdam). Hij zou deze functie tot 1960 vervullen. Hij aanvaardde het ambt met de rede Nederlands aandeel in de ontwikkeling van het volkenrecht.
In 1915 begon François aan zijn loopbaan bij het Ministerie van Buitenlandse Zaken. Hij begon als adjunct-commies maar steeg een aantal keer in rang. Zo kreeg hij in 1928 de rang van administrateur toebedeeld. In 1946 kreeg hij nogmaals promotie, ditmaal werd hem de rang van raadadviseur en in 1950 werd hij uiteindelijk 1950 raadadviseur in algemene dienst. Van 1921 tot en met 1946 was hij het hoofd van een nieuw opgericht departement voor Volkenbondszaken. Tot aan 1940 was hij in die hoedanigheid bij alle zittingen van de Assemblée van de Volkenbond aanwezig als lid van de Nederlandse delegatie.
Ten tijde van de Tweede Wereldoorlog werd hij in zijn hoedanigheid als volkenrechtelijk adviseur door Aarnout Marinus Snouck Hurgronje geraadpleegd over het gebruik van Nederlandse industrie ten behoeven van de Duitse militaire industrie. Ook werd hij geraadpleegd over het ontslag van Joodse ambtenaren. Kenmerken voor zijn adviezen was dat ze er zoveel mogelijk op gericht waren om een conflict met de Duitse bezetter te voorkomen. Loe de Jong omschreef François als iemand die het volkenrecht uitlegde op een manier die zo min mogelijk last bezorgde voor het college van secretarissen-generaal. François beriep zich hierbij op het gezag van de Duitse jurist Lassa Oppenheim.
Na de oorlog legde hij zich als raadadviseur bij het Ministerie van Buitenlandse Zaken toe op beleidsbeslissingen gerelateerd aan het volkenrecht. Voorbeelden hiervan zijn de rol van Nederland in Indonesië na de oorlog en het toetreden van Nederland tot de Verenigde Naties. Ook was hij lid van de Commissie voor Internationaal Recht waarvan hij in 1953 de voorzitter was. Toen zijn ambtelijke loopbaan tot een natuurlijk einde kwam vervulde François nog wel een aantal functies. Zo was hij in de periode 1954 – 1968 secretaris-generaal van het Permanent Hof van Arbitrage. Ook bleef hij tot 1968 lid van de examencommissie voor de buitenlandse dienst waar hij al sinds 1926 onderdeel van uitmaakte. Van de (her)oprichting in 1953 tot 1969 was hij lid en voorzitter van de Commissie van advies inzake volkenrechtelijke vraagstukken, die in die tijd ook wel de "commissie-François" werd genoemd.
Hij overleed op 7 oktober 1978 in zijn geboorteplaats Den Haag.
De tweejaarlijkse scriptieprijs van de Koninlijke Nederlandse Vereniging voor Internationaal Recht is naar François genoemd.

## Onderscheidingen
- Ridder in de Orde van de Nederlandse Leeuw.
- Commandeur in orde van Simon Bolivar (Venezuela).
- Onderscheiding in de Orde van Vasa.
- Onderscheiding in de Orde van de Poolster.
- Orde van Verdienste (Oostenrijk).

## Publicaties (selectie)
- Grondlijnen van het volkenrecht (1954).
- Handboek van het volkenrecht. Deel 2 (1933).
- Hugo de Groot, hervormer van het volkenrecht: na een veelbewogen leven, een eenzame dood (1931).
- Handboek van het volkenrecht. Deel 1 (1931).
- Hoover's boodschap (1930).
- Het verdrag met België en de internationale rechtsontwikkeling (1925).
- Algemeen verslag der commissie van rechtsgeleerden, belast met de studie van- en het uitbrengen van bericht over de herziening van het oorlogsrecht (1923).
- De strijd om de neutraliteit. (1923).
- Nederlands aandeel in de ontwikkeling van het volkenrecht. (1920, oratie).
- Duikboot en Volkenrecht. (1919, proefschrift).